# MILLENNIUM PRO
MILLENNIUM PRO（ミレニアムプロ）は、東京都港区に本社を置く日本の芸能プロダクション。

## 所属者
※2024年9月現在

### タレント
男性
- 天龍源一郎
- 田島茂樹
- 黒田浩史
- 高橋弾
- 池内直樹
- 小林徹
- 骨川道夫
- 小俣一生
- 市川大貴
- 山田拓也
- 相田雄一郎
- 田尻宰
- 山﨑崇史
- 結城駿
- 石倉来輝

女性
- 七海映子
- 平良千春
- 築田行子
- 大熊うらら
- 若狭セツ子
- 佐藤遥
- 渡邊ちこ
- 片瀬成美
- 田崎礼奈
- 田村響華
- 星野梨華
- kurumi
- 谷尻まりあ
- 大野まりか
- ゆゆ・THE・エクスカリバー
- 西森じん
- 草凪美海

他、Enthenaと提携しており、結城駿など両方に所属しているタレントも存在する。

### アーティスト
- 吉田健一（吉田兄弟）
- Cyntia

### スポーツ選手
- 橋本大地

### 声優
- 根本流風
- 八木ましろ

### クリエイター
- 松井美飛里

## かつての所属者
- 奥田崇
- 鷹松宏一
- 竹田亮
- 小河慶子
- 房みどり
- 神取忍
- 川尻達也
- 村田夏南子
- 末川絵莉香
- 松本梨香
- 幸野ゆりあ
- とろぴかる☆ゆーき
- 菅まどか
- 細谷レナ
- 未来みき
- notall
- 小池理子